# 曾浩荣
曾浩荣（1945年10月—），男，汉族，浙江金华人，中华人民共和国政治人物，曾任海南省人大常委会副主任，海南省高级人民法院院长，二级大法官，第八届全国人大代表。